# Storsjön, Ljusdals kommun
Storsjön i Ljusdals kommun kan även vara Storsjön (Ljusdals socken, Hälsingland) samt Storsjön (Los socken, Hälsingland). Se även Södra Storsjön.
Storsjön är en sjö i Ljusdals kommun i Hälsingland och ingår i Ljusnans huvudavrinningsområde. Sjön är 16 meter djup, har en yta på 1,89 kvadratkilometer och befinner sig 355 meter över havet.
Vandringsleden Hälsingeleden passerar söder om sjön, vid vars norra strand det lilla berget Klacken ligger.
Sjön avvattnas i sydost mot Stora Lafsen och vidare genom Stavsätrabäcken mot söder.

## Delavrinningsområde
Storsjön ingår i delavrinningsområde (683725-149762) som SMHI kallar för Utloppet av Storsjön. Medelhöjden är 369 meter över havet och ytan är 7,08 kvadratkilometer. Det finns inga avrinningsområden uppströms utan avrinningsområdet är högsta punkten. Vattendraget som avvattnar avrinningsområdet har biflödesordning 4, vilket innebär att vattnet flödar genom totalt 4 vattendrag innan det når havet efter 110 kilometer. Avrinningsområdet består mestadels av skog (70 procent). Avrinningsområdet har 1,89 kvadratkilometer vattenytor vilket ger det en sjöprocent på 26,7 procent.